# Jean Costes
Jean Costes, né le 2 octobre 1838 à Cahors (Lot) et mort le 25 avril 1913 à Cahors, est un homme politique français.

## Biographie
Il est notaire à Cahors de 1867 à 1901. Attiré par la politique, il est conseiller municipal de Cahors en 1878, adjoint en 1881 et maire de 1887 à 1906. Il est président du conseil d'arrondissement de 1888 à 1895, puis conseiller général à partir de 1895.
Il est sénateur du Lot de 1901 à 1906 et s'inscrit au groupe de la Gauche démocratique. Il n'a qu'une faible activité parlementaire.

## Distinctions
- Chevalier de la Légion d'honneur (25 juillet 1891)[1]
- Officier d'académie

## Sources
- « Jean Costes », dans le Dictionnaire des parlementaires français (1889-1940), sous la direction de Jean Jolly, PUF, 1960 [détail de l’édition]